# Piv
|  | Denne artikel er oprettet af botten Steenthbot ud fra en ekstern database. Den kan derfor have sproglige fejl eller mangler. Denne skabelon kan fjernes efter kontrol af indholdet. |

Piv er en dansk kortfilm fra 2011 instrueret af Mads Riisom.

## Handling
Piv får et job som vikar på den lokale skole. Hun prøver og gøre sit arbejde så godt som muligt, men da hun deltager i lærerfesten, begår hun en fejltagelse, der får alt til at ramle.

## Medvirkende
- Pil Egholm, Piv
- Yasin El Khomsi, Elev
- Jonas Bagger, Lærer
- Caroline Birch, Elev
- Henrik Birch, Bjørn
- Sofie Brandt, Lærer
- Nadja Chrestensen, Elev
- Frederik Cornelius Dalby, Elev
- Silviya Fries, Elev
- Sune Geertsen, Kim
- Nicklas Selmann Hansen, Elev
- Lukas Helt, Elev
- Rasmus Helt, Elev
- Orla Engstrøm Jakobsen, Elev
- Johan Knattrup Jensen, Lærer
- Kia Varas Ljungstrøm, Elev
- Søren Løvgren, Elev
- Sara-Marie Maltha, Pia
- Kirsten Nicolaisen, Lærer
- Anna Højer Poulsen, Elev
- Luca d'Apuzzo Poulsen, Dreng
- Mads Riisom, Lærer
- Frank Rubæk, Mogens